# Come Alive (Paulini)
Come Alive è il terzo album in studio della cantante figiana Paulini pubblicato il 29 maggio 2015.
Si tratta del primo della cantante ad essere pubblicato, come solista, dal 2006. Da esso sono stati estratti i singoli Air It All Out e By My Side.

## Tracce
1. Air It All Out – 3:50 (Paulini, Brian Kierulf, Joshua M. Schwartz, Lizann Vailasi)
2. By My Side – 3:30 (Paulini, Adam Reily)
3. Fly – 3:18 (Erik Griggs)
4. Not Another Love Song – 3:07 (Paulini, Dimitri Ehrlich, Pete Pomponi)
5. Hung Over You – 3:28 (Paulini, Dimitri Ehrlich, Sharam Jey)
6. Physical – 3:50 (Paulini, Dimitri Ehrlich, Sharam Jey)
7. True Love – 3:16 (Paulini, Sharif Sourour)
8. Forget That – 2:57 (Paulini, Tonino Speciale)
9. Last December – 2:40 (Paulini, Marty Sampson, Olivier Visconti, Stephane Lozac'h)
10. Land of Heartbreak – 3:17 (Paulini)
11. Completely – 3:27 (Paulini, Dimitri Ehrlich, Marty Sampson, Peter Gordeno)
12. Everytime I See Your Picture – 3:57 (Luba, Pierre Marchand) – Originariamente interpretata da Luba
13. Come Alive – 4:07 (Paulini, DJ Cova, Alex Forbes, Jeff Franzel, Chris Rosa)

## Successo Commerciale
L'album ha debuttato alla posizione 25 della classifica australiana, per poi uscire dalla classifica la settimana seguente.

## Classifiche
| Classifica (2015) | Posizione massima |
| ----------------- | ----------------- |
| Australia         | 25                |